# Die wahnsinnig traurige Prinzessin
Die wahnsinnig traurige Prinzessin (Originaltitel: Šíleně smutná princezna) ist ein tschechoslowakischer Märchenfilm aus dem Jahre 1968.

## Handlung
Der Sohn von König Jindřich soll mit der Tochter von König Dobromysl dem Fröhlichen verheiratet werden, flieht aber, als sein Vater ihn zu der Prinzessin bringen will. Auf seiner Flucht gelangt er zu einem Park und lernt dort eine kecke junge Frau kennen. Mit deren Hilfe versucht er, in das Schloss der Prinzessin zu gelangen, wird dort aber von den Wachen festgenommen.
Inzwischen erreicht der Vater des Prinzen das Schloss ohne seinen Sohn, da dieser erkrankt sei. Das Mädchen stellt sich als die Prinzessin heraus und hält den Prinzen für einen Abgesandten des ihr zugedachten Bräutigams. Sie hat sich in ihn verliebt und will nicht den Prinzen, sondern den im Gefängnis sitzenden scheinbaren Abgesandten heiraten; da dieser aber angeblich arm ist und sie ihn deshalb nicht heiraten kann, beschließt die Prinzessin, wie im Märchen traurig zu werden.
Inzwischen erfahren die beiden Könige die Wahrheit über ihre Kinder. Der Zustand der Prinzessin hält zum Leidwesen ihres Vaters trotz Lachunterricht und der Vorführung von Charlie-Chaplin-Filmen an. Als auch Hausarrest nichts bewirkt, lässt König Dobromysl in seinem Reich das Lachen verbieten. Schließlich geht der Plan der beiden Königskinder auf, als der König demjenigen die Hand seiner Tochter verspricht, der sie zum Lachen bringen kann; bei Versagen droht der Henker. Als der Prinz sein Glück versuchen will, enthüllen die Spione seine Identität. Die enttäuschte Prinzessin lässt sich vom Prinzen nicht aufheitern und will ihn zunächst fortschicken, lässt sich aber von ihm umstimmen.
Während König Dobromysl zögert, den Prinzen hinrichten zu lassen, verlobt dieser sich mit der Prinzessin. Die Väter der frisch gebackenen Verlobten sind entnervt von der Unentschlossenheit ihrer Kinder. Auf dem Hochzeitsfest zögert die Prinzessin zunächst, da der Prinz kleiner sei als sie; doch als man dem Prinzen die Hochzeitskrone aufsetzt, ist auch dieses Problem gelöst.

## Hintergründe
Der Film wurde auf Schloss Bojnice gedreht.
Die Komödie enthält moderne Elemente wie Rohrpostbriefe und Fotoapparate, die nur Scherenschnitte produzieren, sowie Jan Hammers von den Hauptdarstellern interpretierte Filmmusik.
Der Film wurde vom DEFA-Studio für Synchronisation ins Deutsche übertragen. Die Dialoge schrieb Fanny Berthold, für Regie war Wolfgang Thal, für den Ton H.-J. Steingräber sowie Robert Kothe und für den Schnitt Iris Berger verantwortlich. Als Sprecher fungierten u. a. Siegfried Weiß, Ingolf Gorges, Petra Kelling, Heinz Suhr, Dietmar Richter-Reinick, Harald Halgardt und Maximilian Larsen. 
Die Synchronfassung ist um etwa 20 Minuten kürzer als das Original, beispielsweise fehlt das Lied Kujme pikle, das die beiden Spione singen.
Von dem Film existiert eine Fassung mit einer Laufzeit von 89 Minuten und eine Alternativfassung mit 83 Minuten.
Die Hauptdarsteller Helena Vondráčková und Václav Neckář waren zum Zeitpunkt der Produktion Gesangspartner bei den Golden Kids. 1977 veröffentlichte Regisseur Zeman mit Wie Honza beinahe König geworden wäre einen weiteren Märchenfilm mit Komödienelementen, in dem ebenfalls ein bekannter Sänger, dieses Mal Jiří Korn, auftrat.

## Rezeption
Bei den Nutzerbewertungen auf der Internetseite kinobox.cz rangierte Die wahnsinnig traurige Prinzessin 2017 in der Liste der beliebtesten tschechischen Märchenfilme auf Platz 4.